# Juniville
Juniville je naselje in občina v severnem francoskem departmaju Ardeni regije Šampanja-Ardeni. Leta 2008 je naselje imelo 1.200 prebivalcev.

## Geografija
Kraj se nahaja v pokrajini Šampanji ob reki Retourne, 15 km južno od Rethla.

## Uprava
Juniville je sedež istoimenskega kantona, v katerega so poleg njegove vključene še občine Alincourt, Annelles, Aussonce, Bignicourt, Le Châtelet-sur-Retourne, Ménil-Annelles, Ménil-Lépinois, Neuflize, La Neuville-en-Tourne-à-Fuy, Perthes, Tagnon in Ville-sur-Retourne s 4.079 prebivalci.
Kanton je sestavni del okrožja Rethel.

## Zanimivosti
- cerkev,
- muzej francoskega pesnika Paula Verlaina.